# Gabriel Guevara
Gabriel Alejandro Guevara Mourreau (Madrid, 6 de fevereiro de 2001) é um ator espanhol, mais conhecido pelos seus papéis como Cristian Miralles em Skam Espanha (2018), a adaptação espanhola de Skam e Nicholas Leister em Minha Culpa (2023).

## Biografia

### Vida pregressa
Gabriel nasceu e foi criado em Madrid, Espanha, por sua mãe, Marléne Mourreau, vedette, modelo, atriz e apresentadora de televisão francesa, e seu pai, Michel Guevara, dançarino. Assim como seus pais, ele foi atraído por atividades artísticas desde cedo, participando de campanhas publicitárias e pequenos papéis como figurante.

### Carreira
No final de 2018, Gabriel fez sua estreia como ator como Cristian Miralles Haro na primeira temporada de Skam España, a adaptação espanhola de Skam, uma série dramática adolescente norueguesa que focava no cotidiano de adolescentes e suas lutas. Ele passou a aparecer em doze episódios da série entre as temporadas 1 e 2.
Ele então apareceu no filme de Amanda Kernell de 2018, Charter, como Manuel, e como Cristofer em Señoras del (h)AMPA de 2020. Charter foi posteriormente selecionado como a entrada sueca para o Melhor Longa-Metragem Internacional no 93º Oscar, mas não entrou na lista.
O próximo grande papel de Gabriel veio na série da TVE de 2020, HIT, um drama do ensino médio sobre um educador não convencional encarregado de reverter instituições problemáticas. Gabriel apareceu como personagem principal Darío por duas temporadas.
Em 2022, fez uma aparição especial como o coreógrafo Nacho Duato na série original da Paramount+, Bose, e apareceu no filme Prime Video, Tomorrow is today, como o jovem Charly. Amanhã é hoje foi o primeiro filme original espanhol produzido para a plataforma. Ele também se reuniu com o escritor principal do Skam España, Estíbaliz Burgaleta, para a série Netflix, Você não é especial como Asier, e também apareceu na série HBO Max Como mandar tudo para o inferno como Fran no mesmo ano.
O maior papel de Gabriel até o momento foi no filme de romance Prime Video de 2023, My Fault, como Nick Leister, que está envolvido na perigosa cena das corridas de rua, mais tarde, começa um romance ilícito com sua meia-irmã, Noah, interpretada por seu colega Skam España. estrela, Nicole Wallace. My Fault é baseado em uma popular série de romances originalmente publicada no Wattpad, chamada Culpables, de Mercedes Ron.
Além disso, ele tem um próximo papel na série de televisão espanhola, Red Flags.
Fora de sua carreira na televisão e no cinema, também trabalhou com seu pai na Itália na ópera Elixir de amor.

### Prisão
Gabriel Guevara foi preso em 02 de setembro de 2023 em Veneza no cumprimento de um mandato de captura internacional por causa de uma acusação de alegada agressão sexual em França cujos contornos específicos não foram divulgados. O ator foi inocentado dias depois quando foi descoberto que a denuncia passou de uma falsa acusação. 

## Filmografia

### Televisão
| Ano       | Título                         | Personagem                    | Notas                           |
| --------- | ------------------------------ | ----------------------------- | ------------------------------- |
| 2018–2019 | Skam España                    | Cristian "Cris" Miralles Haro | Elenco recorrente; 12 episódios |
| 2020      | Señoras del (h)AMPA            | Cristofer                     | 2 episódios                     |
| 2020–2021 | HIT                            | Darío Carvajal Aguirre        | Elenco principal; 11 episódios  |
| 2022      | Tú no eres especial            | Asier                         | Elenco principal; 6 episódios   |
| 2022      | Bosé                           | Nacho Duato                   |                                 |
| 2022      | Cómo mandarlo todo a la mierda | Fran                          | Elenco principal; 6 episódios   |
| 2023      | Red Flags                      | Jorge                         | Papel principal                 |
| 2024      | Desde el mañana                | Mikel                         | Elenco principal; 8 episódios   |

### Filmes
| Ano  | Título        | Personagem              | Notas |
| ---- | ------------- | ----------------------- | ----- |
| 2018 | Charter       | Manuel                  |       |
| 2022 | Mañana es hoy | Charly                  |       |
| 2023 | Culpa mía     | Nicholas "Nick" Leister |       |